# Варкаус
Ва́ркаус (фін. Varkaus) — промислове місто і муніципалітет у Фінляндії.
Знаходиться в губернії Східна Фінляндія і є частиною провінції Північна Савонія. Населення муніципалітету станом на 29 лютого 2008 року становить 23387 мешканців і займає територію в 524,96 км², з якої 139,27 км² водної поверхні. Густина населення 47,11 мешканців на км².

## Географія

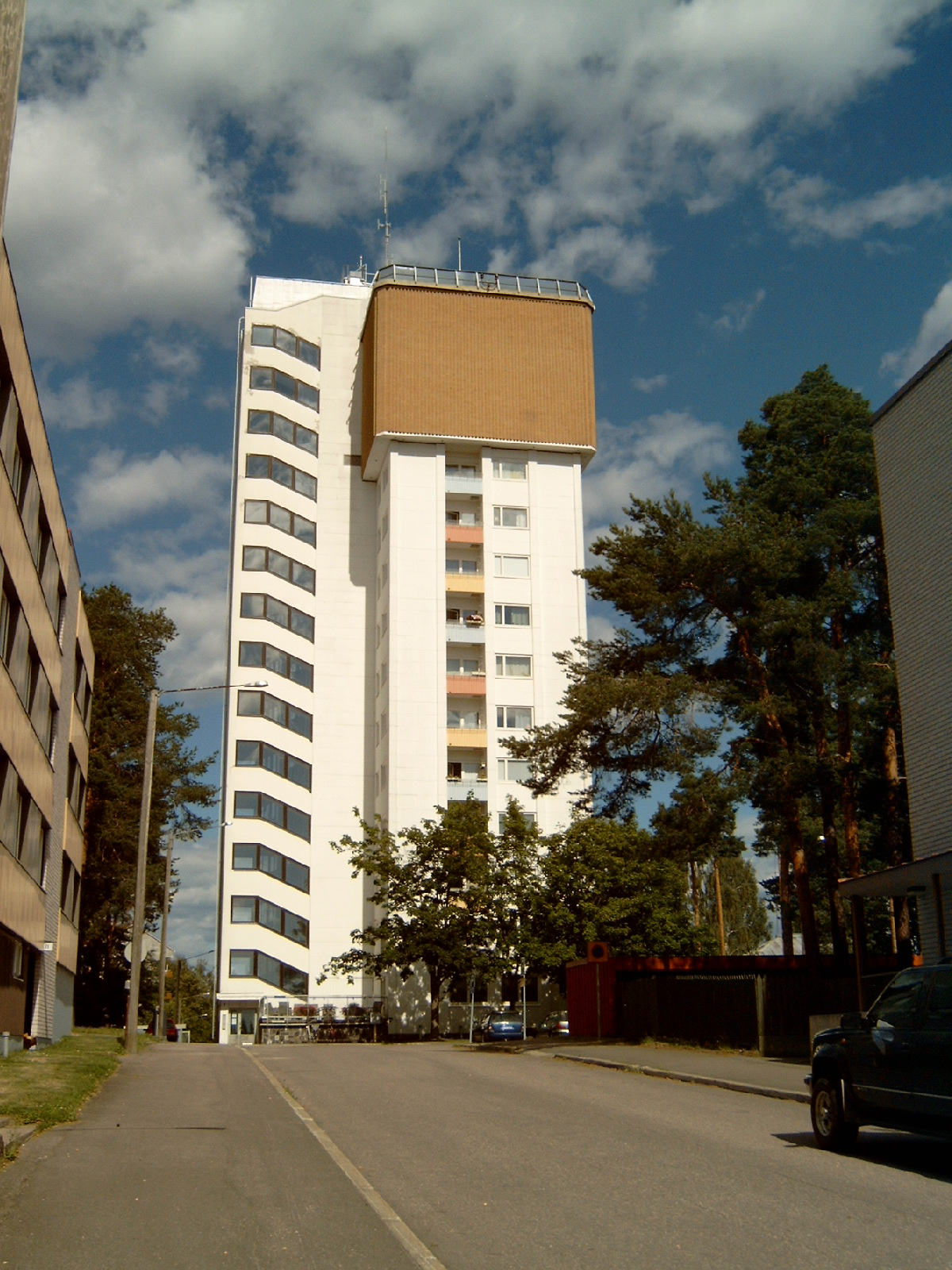
Водонапірна башта. Є одночасно житловим будинком.

Місто розташоване на перешийку між двома частинами озера Сайма. Місто стало промисловим центром в кінці XIX століття з появою целюлозного комбінату A. Альстрома. Під час громадянської війни у Фінляндії місто було захоплене «червоними», але через ізольоване місцезнаходження в сільськогосподарській Фінляндії, місто було відвойоване «білими». Статус міста йому було присвоєно в 1962 році.
Мова населення муніципалітету фінська. Цікаво, що назва varkaus перекладається як «крадіжка», але це не має відношення до міста. В старій фінській мові таке ж слово означало перешийок і це місто дійсно знаходиться в озерному районі.

## Міста-побратими
Варкаус є побратимом з містами:
| - Люань, Китай - Наксков, Данія - Рюкан, Норвегія - Сандвікен, Швеція | - Петрозаводськ, Росія - Рюсельсхайм, Німеччина - Пірна, Німеччина - Залаегерсег, Угорщина |

## Галерея

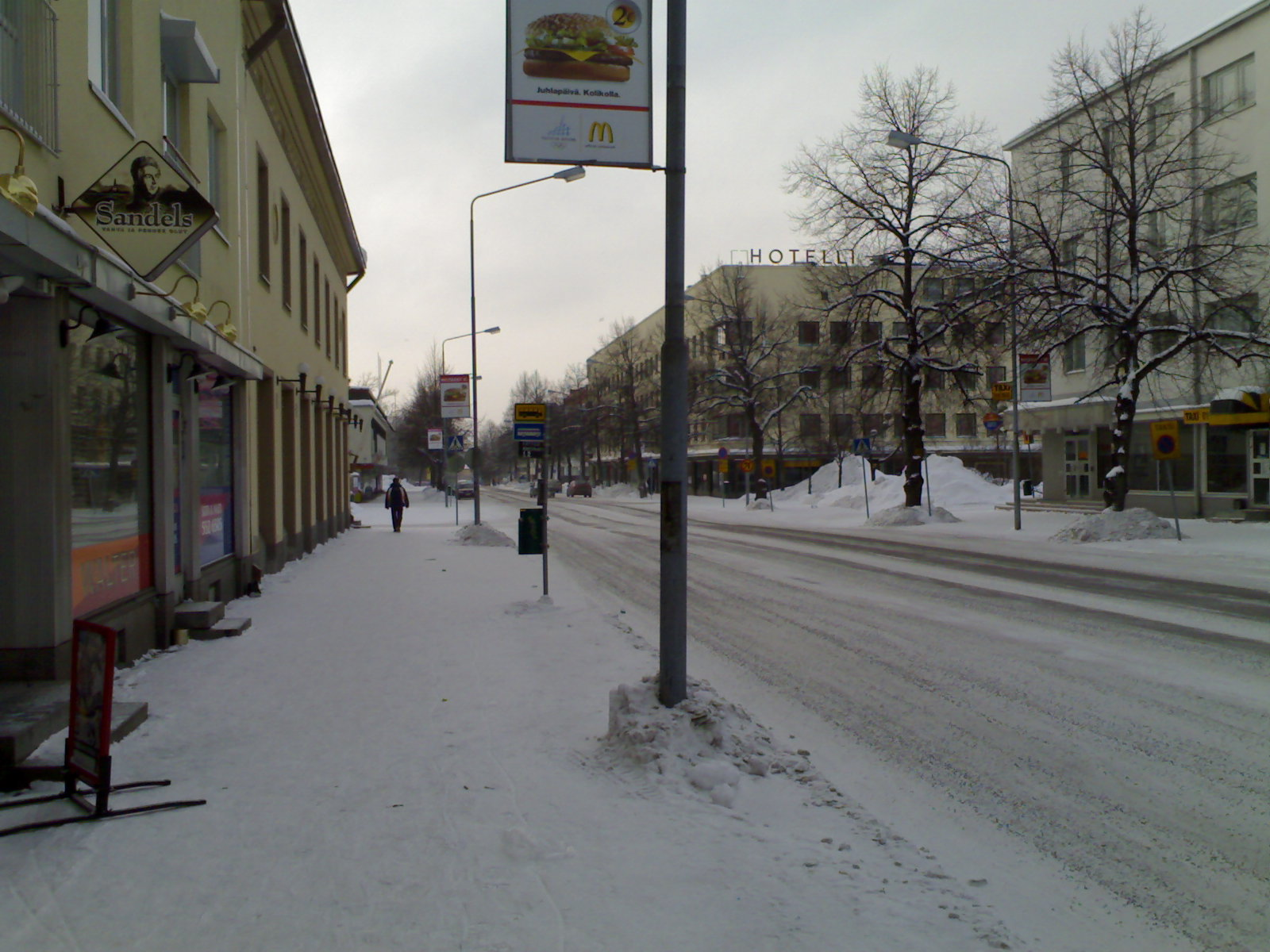
Вулиця Ахлстремінкату
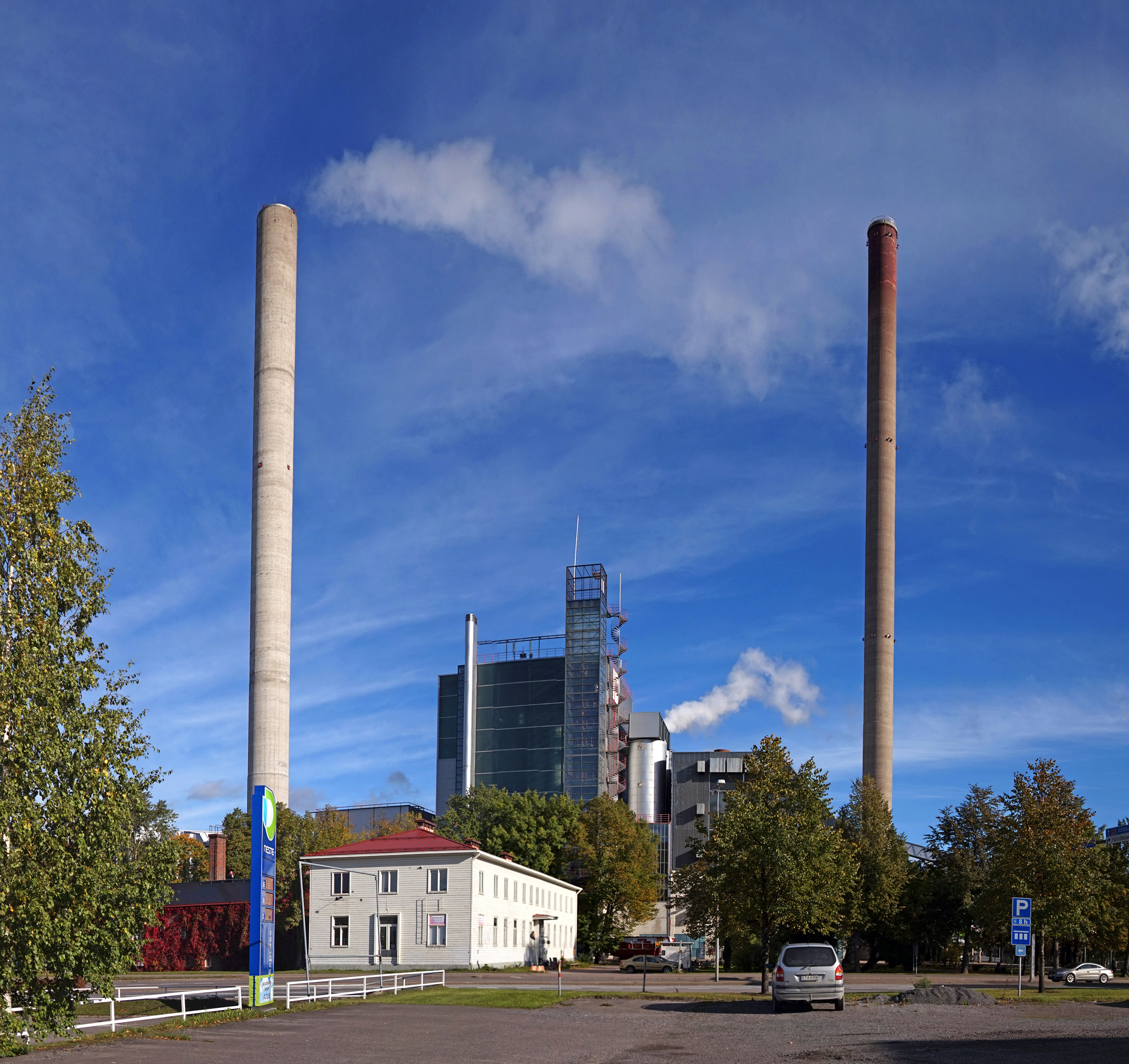
ЦПК у Варкаусі
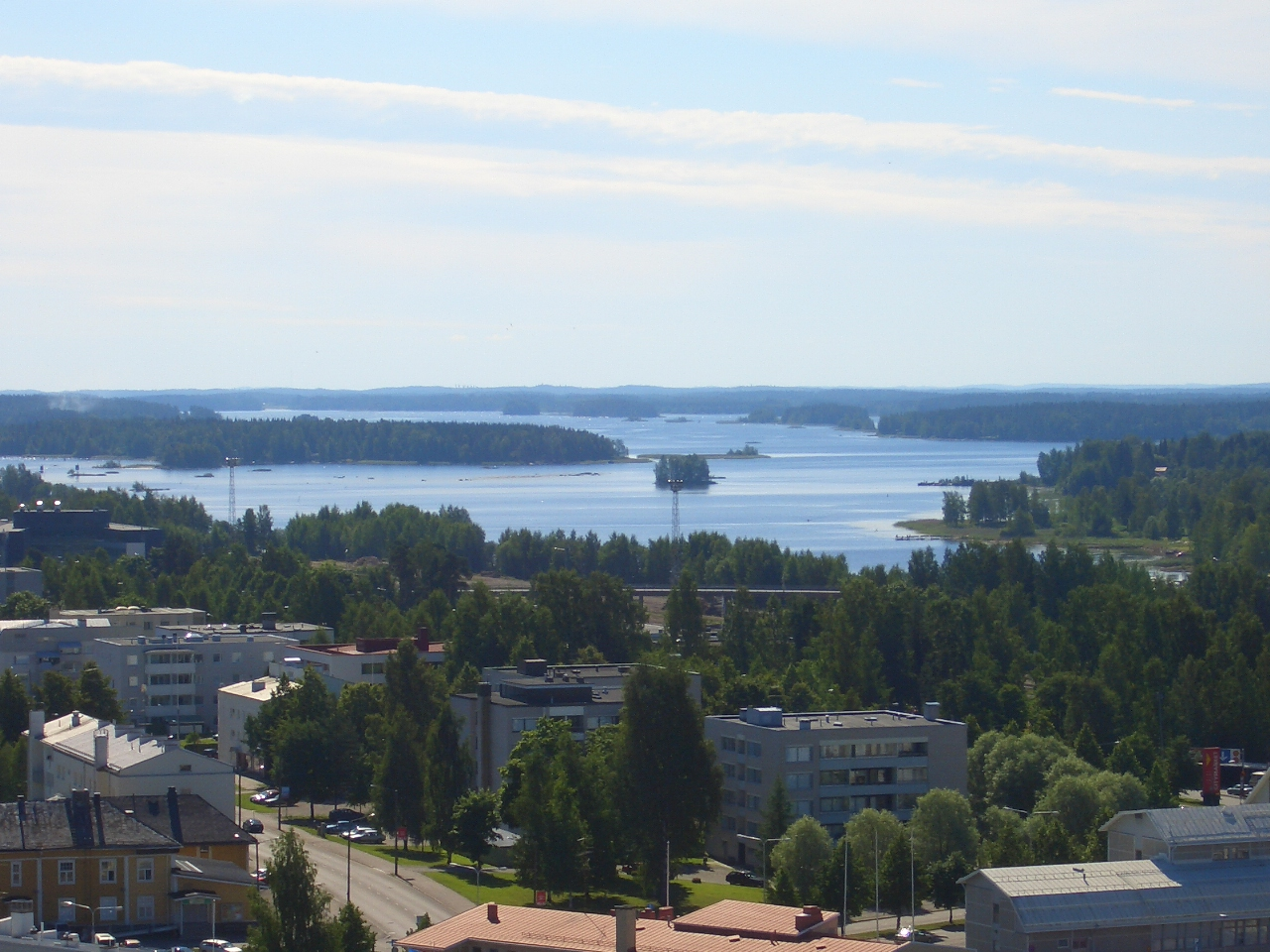
Вид на місто